# Pain au chocolat
Pain au chocolat (pronunție în franceză [pɛ̃ o ʃɔkɔla] ⓘ), cunoscut în Franța și drept chocolatine (pronunție în franceză [ʃɔkɔlatin] ⓘ), este un produs de patiserie franțuzesc preparat dintr-un foitaj tăiat dreptunghiular, identic cu cel de croissant, în care se înfășoară unul sau mai multe batoane de ciocolată neagră. În Franța este adesea servit la micul dejun, alături de café au lait.